# Molières 2006
La 20e cérémonie des Molières a eu lieu le lundi 24 avril 2006, au Théâtre Mogador, organisée par l'Association professionnelle et artistique du théâtre (APAT), présidée par Jacques Weber et présentée par Karine Le Marchand.

## Composition du jury
Pour ce vingtième anniversaire un nouveau collège de votants a été mis en place afin de rendre l'attribution des Molières « plus équitable, équilibrée et représentative ». Une académie de 1300 personnes censée représenter la profession du théâtre dans son ensemble est choisie en fonction de « critères objectifs qui combinent l'activité, la situation géographique et la représentativité par secteur », affirme l'APAT. Cette année l'académie des Molières est donc composée de
- 850 professionnels de la création
- 150 lauréats des 19 années précédentes
- 300 producteurs et diffuseurs des secteurs public et privé
- Par ailleurs des jurys spéciaux sont mis en place pour décerner les Molières du spectacle jeune public, de la compagnie, du théâtre musical et un grand prix spécial du jury théâtre privé ainsi qu'un grand prix spécial du jury théâtre public en région.
- Les journalistes et critiques dramatiques qui auparavant prenaient part aux votes sont désormais écartés au profit des artistes et producteurs qui font eux-mêmes le paysage théâtral en France.

## Molière du comédien
- Jacques Sereys dans Du Côté de chez Proust
  - Niels Arestrup dans Lettres à un jeune poète
  - Michel Piccoli dans Le Roi Lear
  - Claude Rich dans Le Caïman
  - Philippe Torreton dans Richard III
  - Jean-Louis Trintignant dans Moins 2

## Molière de la comédienne
- Judith Magre dans Histoires d'hommes
  - Emmanuelle Devos dans Créanciers
  - Anny Duperey dans Oscar et la Dame rose
  - Catherine Hiegel dans Embrasser les ombres
  - Catherine Samie dans Oh les beaux jours
  - Barbara Schulz dans Pygmalion

## Molière du comédien dans un second rôle
- Roger Dumas dans Moins 2
  - Didier Brice dans La Sainte Catherine
  - Henri Courseaux dans Pygmalion
  - Jean-Paul Farré dans Le Roi Lear
  - Jérôme Kircher dans Le Roi Lear
  - Jean-Pierre Lorit dans Créanciers

## Molière de la comédienne dans un second rôle
- Danièle Lebrun dans Pygmalion
  - Béatrice Agenin dans Pieds nus dans le parc
  - Marina Foïs dans Viol
  - Anne Loiret dans Le Miroir
  - Josiane Stoléru dans Conversations après un enterrement
  - Marie Vincent dans Le Malade imaginaire

## Molière de la révélation théâtrale
- Marilou Berry dans Toc toc et James Thierrée dans La Symphonie du hanneton
  - Didier Brice dans La Sainte Catherine
  - Olivier Marchal dans Sur un air de tango
  - Émilie Cazenave dans Occupe-toi d'Amélie
  - Caroline Maillard dans La Sainte Catherine

## Molière du théâtre privé
- Moi aussi, je suis Catherine Deneuve à la Pépinière Opéra
  - Le Caïman au Théâtre Montparnasse
  - Créanciers au Théâtre de l'Atelier
  - Moins 2 au Théâtre Hébertot
  - Pygmalion au Cado & Théâtre Comédia
  - La Sainte Catherine au Petit Théâtre de Paris
  - Sur un air de tango au Théâtre de Poche Montparnasse

## Molière du théâtre public
- La Symphonie du hanneton au Théâtre du Rond-Point
  - Faut pas payer ! au Théâtre National de Toulouse
  - La Mort de Danton au Théâtre national de Bretagne
  - Platonov au Théâtre national de la Colline
  - Le Roi Lear à l'Odéon-Théâtre de l'Europe
  - Viol à l'Odéon-Théâtre de l'Europe

## Auteur francophone vivant
- Stéphan Wojtowicz pour La Sainte Catherine
  - Samuel Benchetrit pour Moins 2
  - Serge Kribus pour L'Amérique
  - Fabrice Melquiot pour Marcia Hesse
  - Philippe Minyana pour La Maison des morts
  - Pierre Notte pour Moi aussi je suis Catherine Deneuve

## Metteur en scène
- James Thierrée pour La Symphonie du hanneton
  - Agnès Boury & José Paul pour La Sainte Catherine
  - Nicolas Briançon pour Pygmalion
  - André Engel pour Le Roi Lear
  - Hans-Peter Cloos pour Le Caïman
  - Hélène Vincent pour Créanciers

## Adaptateur d'une pièce étrangère
- André Markowicz & Françoise Morvan pour Platonov
  - Jean-Michel Déprats pour Le Roi Lear
  - Michel Fagadau pour Le Miroir
  - Stéphane Laporte pour Un violon sur le toit
  - Pierre Laville pour Romance
  - Alain Malraux et Hélène Vincent pour Créanciers

## Décorateur scénographe
- Nicky Rieti pour Le Roi Lear
  - Jean Haas pour Le Caïman
  - Édouard Laug pour La Sainte Catherine
  - Jean-Marc Stehlé pour Pygmalion

## Créateur de costumes
- Victoria Chaplin Thierrée pour La Symphonie du hanneton
  - Pascale Bordet pour Le Bourgeois gentilhomme
  - Michel Fresnay pour Pygmalion
  - Stéphane Rolland pour Amadeus

## Créateur de lumières
- André Diot pour Le Roi Lear
  - Laurent Béal pour La Sainte Catherine
  - Jean Kalman pour Le Caïman
  - Gaëlle de Malglaive pour Pygmalion

## Spectacle musical
- Le Jazz et la Diva au Théâtre Tristan Bernard par Caroline Casadesus et Didier Lockwood
  - Mon alter Hugo au Théâtre Marigny
  - Piaf, une vie en rose et noir au Théâtre des Nouveautés
  - Toi c'est moi à La Coursive (La Rochelle)
  - Un violon sur le toit au Théâtre Comédia
  - La Veuve joyeuse à l'Opéra-Comique

## Compagnie
- Julie Brochen pour Hanjo au Théâtre de l'Aquarium
  - La Belle Meunière pour Au milieu du désordre
  - Les Caramels fous pour Les Dindes galantes (Bandes annonces du spectacle)
  - Le Soleil bleu pour Du mariage au divorce
  - Philippe Genty pour La Fin des terres
  - La Cotillard compagnie pour Moi aussi, je suis Catherine Deneuve

## Spectacle jeune public
- Un petit chaperon rouge de Florence Lavaud par le Chantier théâtre

## Grand prix spécial du jury théâtre privé
- L'Amérique au Studio des Champs-Élysées
  - Le Jeu de la vérité au Théâtre Tristan Bernard
  - Le Miroir à la Comédie des Champs-Élysées
  - Numéro complémentaire au Théâtre Saint Georges
  - Romance au Théâtre Tristan Bernard
  - Samuel dans l'île au Théâtre du Funambule

## Grand prix spécial du jury théâtre public en région
- La Mort de Danton de Georg Büchner, par le Théâtre national de Bretagne
  - La Tour de la Défense de Copi, par le Théâtre national de Bretagne
  - Le Baladin du monde occidental de Synge, Théâtre national de Chaillot
  - Marcia Hesse de Fabrice Melquiot, par la Comédie de Reims
  - Plic Ploc du Cirque Plume, à La Coursive
  - La Rose et la Hache  de Carmelo Bene, Odéon-Théâtre de l'Europe

## Conflit sur le spectacle musical
Un conflit a surgi avant même la soirée des Molières, le 24 avril. Le Molière du spectacle musical décerné par un jury spécial avant la cérémonie, devait être remis à Un violon sur le toit, mais l'APAT, organisatrice du prix, a décidé de revenir sur ce choix en raison « de graves manquements de la société de production du spectacle aux règles de la convention collective et du droit du travail ». La SPEDIDAM qui devait également remettre un prix à ce même spectacle l'a aussi réattribué...

## Intermittents
La cérémonie s'est déroulée sans intervention impromptue de manifestants, comme le craignaient les forces de l'ordre déployées tout autour du théâtre. Cependant, pour recevoir le Grand prix spécial du jury théâtre public en région, l'interprète principal, Nicolas Bouchaud, a plaidé au nom du TNB la cause des intermittents, qui protestent depuis 2003 contre le protocole régissant leur régime d'assurance chômage. Il a déclaré : « Nous savons depuis trois ans que ce protocole est inadapté à nos métiers, y compris dans sa version la plus récente ». Sous les applaudissements du public, il a rappelé au ministre de la culture le souhait de la profession que « le projet élaboré par le comité de suivi, signé par 476 députés de tous bords » soit examiné par le Parlement.